# جيمس مالوري
جيمس مالوري (بالإنجليزية: Jim Mallory)‏ هو لاعب كرة قاعدة أمريكي، ولد في 1 سبتمبر 1918 في لاورنسفيل في الولايات المتحدة، وتوفي في 6 أغسطس 2001 في غرينفيل في الولايات المتحدة.

## وصلات خارجية
- جيمس مالوري على موقعبيزبول رفرنس.كوم (الدوري الرئيسي) (الإنجليزية)
- جيمس مالوري على موقعبيزبول رفرنس.كوم (الدوري الثانوي) (الإنجليزية)